# Harley-Davidson

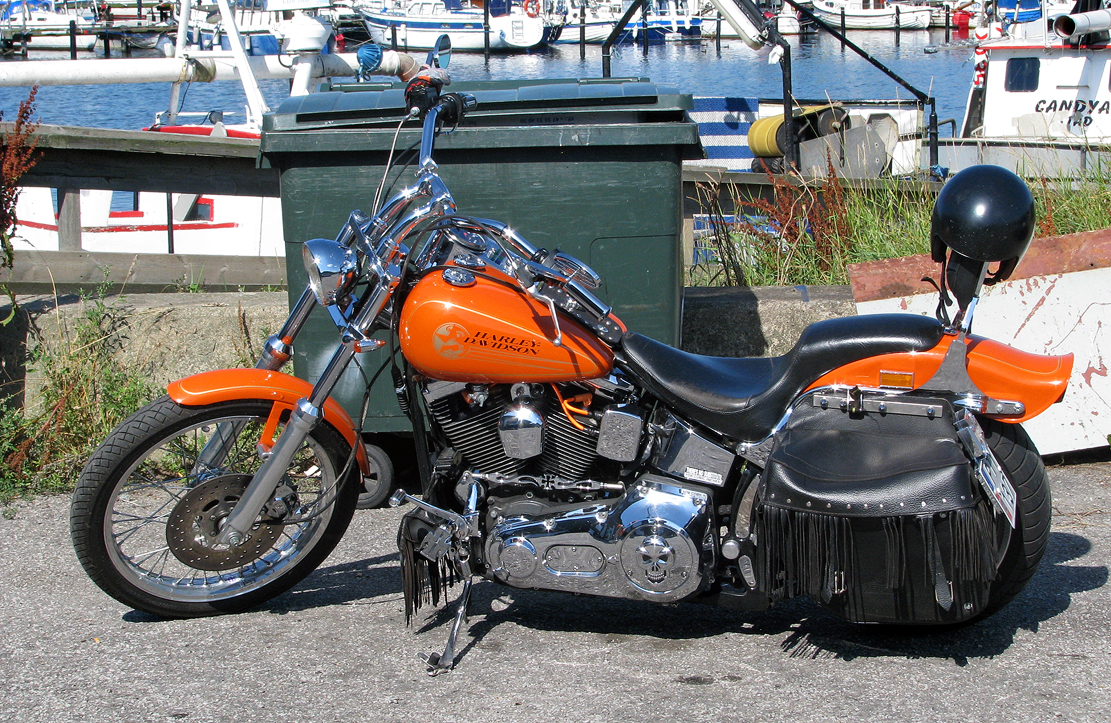
Harley-Davidson.

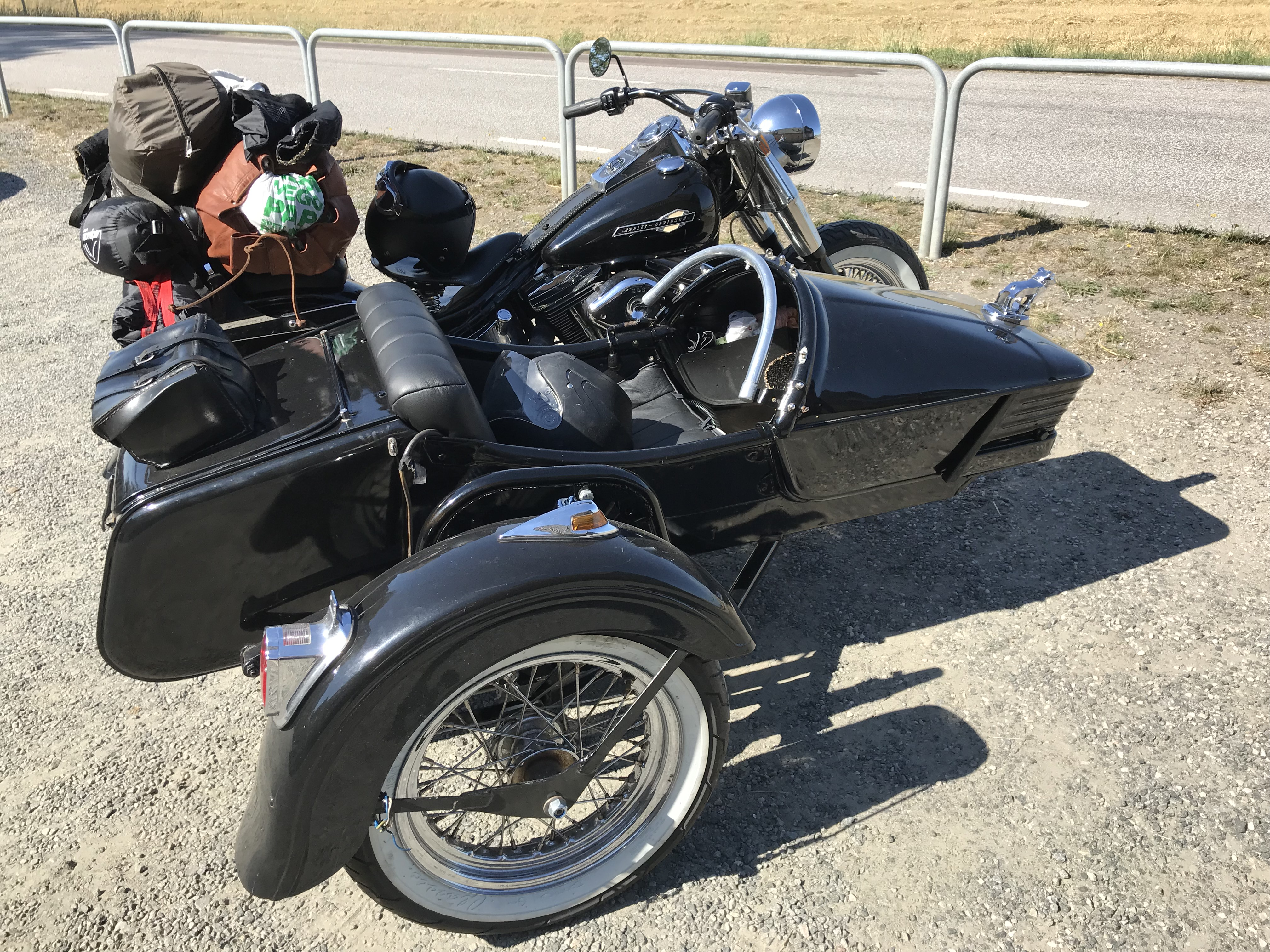
En Harley-Davidson med sidvagn.

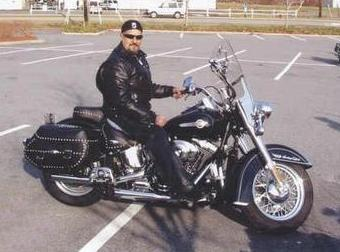
2004 Harley-Davidson.

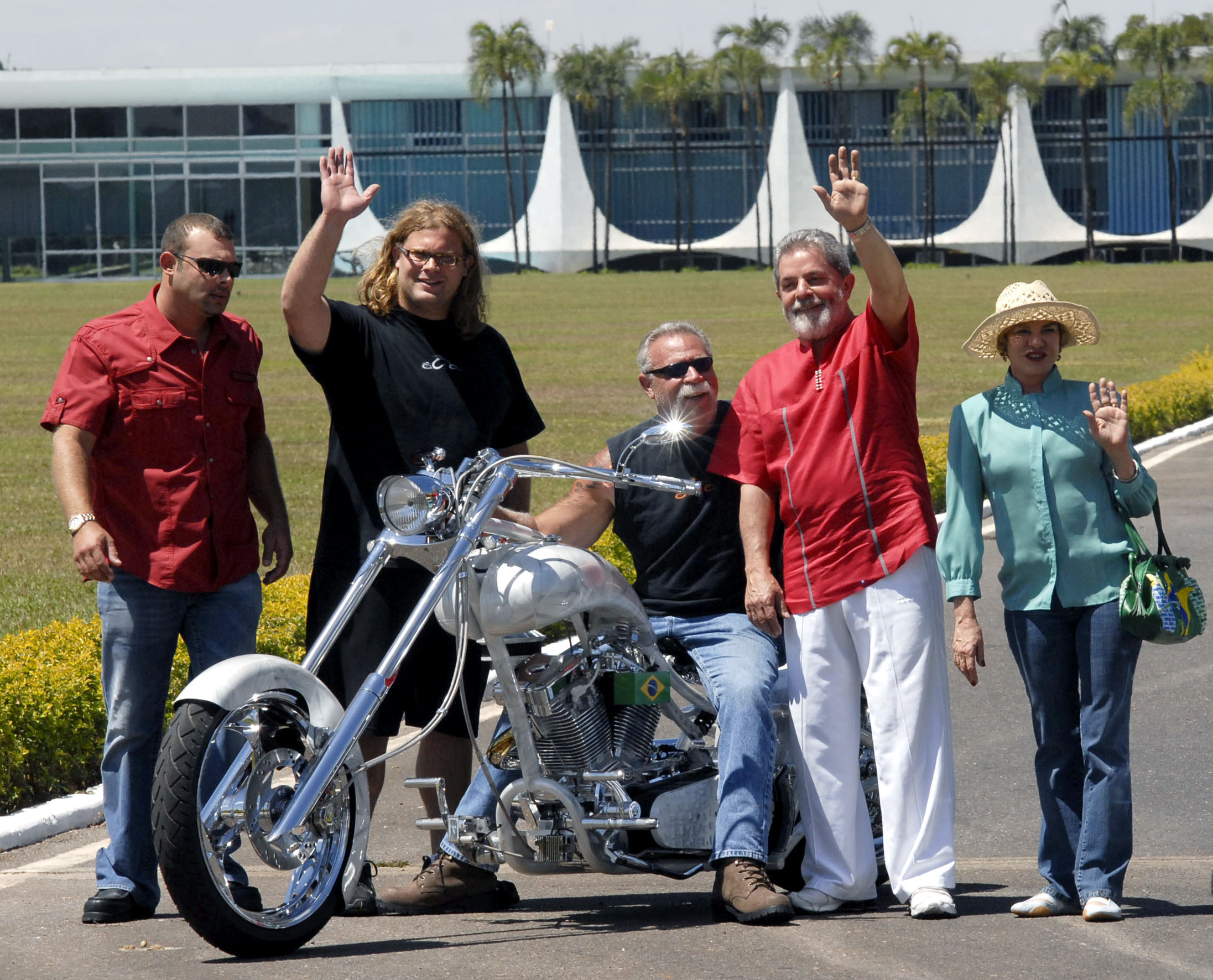
American Chopper and Lula.

För albumet av Eddie Meduza, se Harley Davidson (musikalbum)
Harley-Davidson (HD) är ett amerikanskt motorcykelfabrikat grundat 1903 av William Harley och bröderna Walter, William och Arthur Davidson i Milwaukee i Wisconsin.

## Historia
Det var Harleys konstnärliga Aunt Janet som designade Harley-Davidson-loggan på tanken. Första gången den målades var med guldinramade röda bokstäver på en pianosvart tank. Harley hamnade först i firmanamnet efter en överenskommelse med bröderna Davidson, detta för att Harley skulle stanna kvar i firman. Med hjälp av en effektiv marknadsföring konkurrerade man ut andra märken, och överlevde bägge världskrigen och depressionen.
1969 övertog AMF, American Machine and Foundry företaget och drev det i ett tiotal år, vilket var en nedgångsperiod både avseende kvalitet och försäljning. 1981 köpte 13 personer i företagsledningen loss företaget från AMF i ett försök att vända trenden. Det gick dock trögt, allt färre motorcyklar såldes, och inom ett år tvingades man avskeda 1 800 av företagets 4 000 anställda.
Evolutionmotorn utvecklades 1984 och efter ytterligare ett konkurshot så skedde en nystart. Man höjde kvalitén samt ändrade om i ledningen och i marknadsföringen efter japansk modell. Med hjälp av en samtida mc-boom i hela världen så blev det "nya" Harley-Davidson en framgångssaga svår att kopiera. Harley Davidsons uppsving på 80-talet möjliggjordes till stor del av president Ronald Reagans importtullar på motorcyklar som översteg 700 cm3. 1983 var importtullen 45 % för dessa motorcyklar för att därefter successivt trappas ned till 14,4 % år 1988.
År 1986 tillverkades 22 000 Harleys och 2006 tillverkades 352 000. Idag sker slutmonteringen av motorcyklarna antingen i Kansas City eller York. De berömda fabrikslokalerna i Milwaukee på Juneau Avenue är idag renoverade och används till utbildningslokaler för mekaniker och handlare.

## Användning
Harley-Davidsons motorcyklar är kända för sina klassiskt designade motorcyklar och sitt motorljud. Somliga motorcykelklubbar kör uteslutande Harley-Davidson.
Motorcykelfabrikatet Buell bygger tävlingsinriktade motorcyklar med motorer från Harley-Davidson.
Harley-Davidson motorer används också av en rad kommersiella tillverkare av choppers och custommotorcyklar såväl som av privatpersoner som bygger sina egna choppers och customs.
Harley-Davidson motorkonstruktioner har efterliknats av flera japanska tillverkare, inte nödvändigtvis för dess prestanda eller pålitlighet utan snarare för sin karaktär som tilltalar en publik där motorcykeln är en del av deras livsstil.

### Media
Motorcyklar från Harley-Davidson har ofta förekommit i media, exempelvis i filmen Easy Rider och TV-serien Sons of Anarchy.

## Teknologi
En unik och typisk detalj i Harley-Davidsons motorer är "the V-twin" med kort vevaxel. Cylindervinkeln är ofta 45 grader och vevaxeln har bara en vevtapp. Båda vevstakarna drivs därmed från samma punkt på vevaxeln. Resultatet blir en ojämn eller haltande tändföljd. Jämfört med en 360 graders parallelltwin som får en naturligt jämn tändföljd så får Harley-Davidson motorn på detta sätt sin karaktär vad beträffar ljud och vibrationer.
Harley-Davidsons avgassystem är dessutom ofta odämpade vilket annonserar dess närvaro. Detta kan i vissa sammanhang anses störande och många gånger skakar det igång tjuvlarm på parkerade bilar. Det annonserande ljudet anses emellertid också bidra till att Harley-Davidsons har bättre säkerhetsstatistik än många andra tystare typer av motorcyklar.[källa behövs]
Harley-Davidson motorcyklar anses vara mekaniskt mindre pålitliga än många populära japanska motorcykelmärken. Denna skillnad är förmodligen inte unik för Harley-Davidson utan snarare baserad i en generell teknisk kulturskillnad mellan USA och Japan, vilket också kan observeras i konstruktion och tillförlitlighet av bilar och många andra konsumentprodukter.
Tillsammans med svensk-italienska-tyska Husqvarna och Triumph är Harley-Davidson ett av världens äldsta motorcykelmärken.

## Modeller

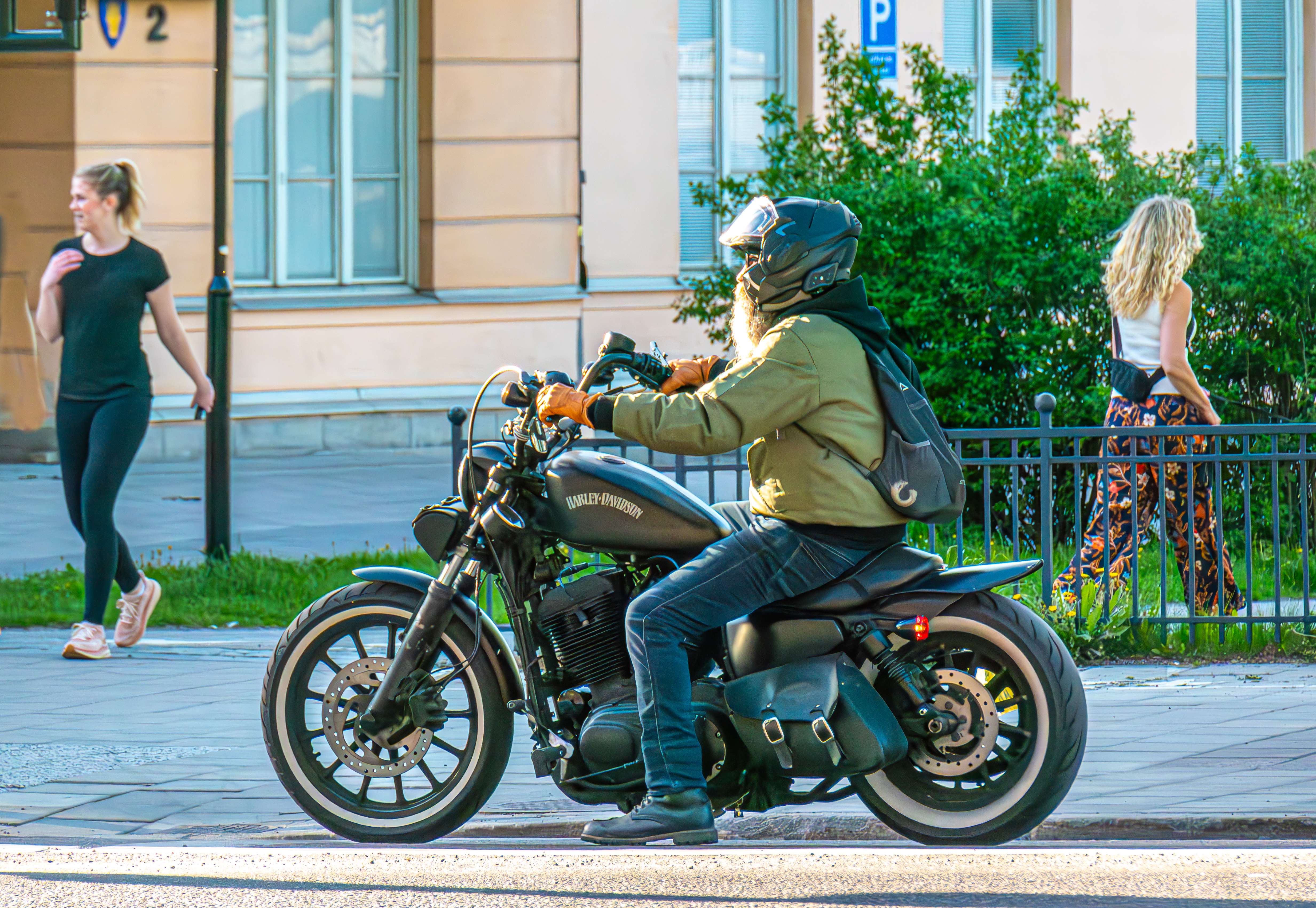
En lätt ombyggd Harley-Davidson Sportster 883 Iron i centrala Stockholm 2024.

Harley Davidson har idag sex modellfamiljer: Touring, Softail, Dyna, Sportster, Vrod och Street. Modellerna känns igen på bland annat olika ramar, motorer och fjädring.

### Sportster

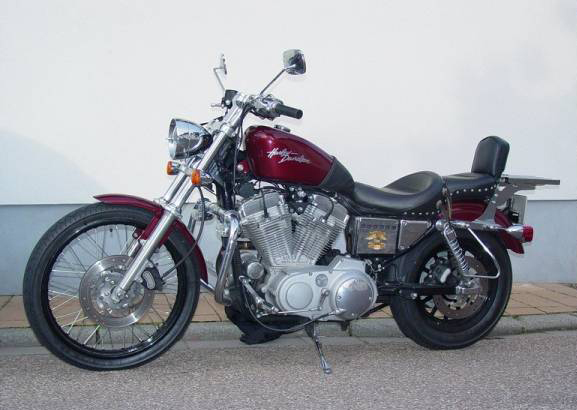
2002 Sportster 883 Custom

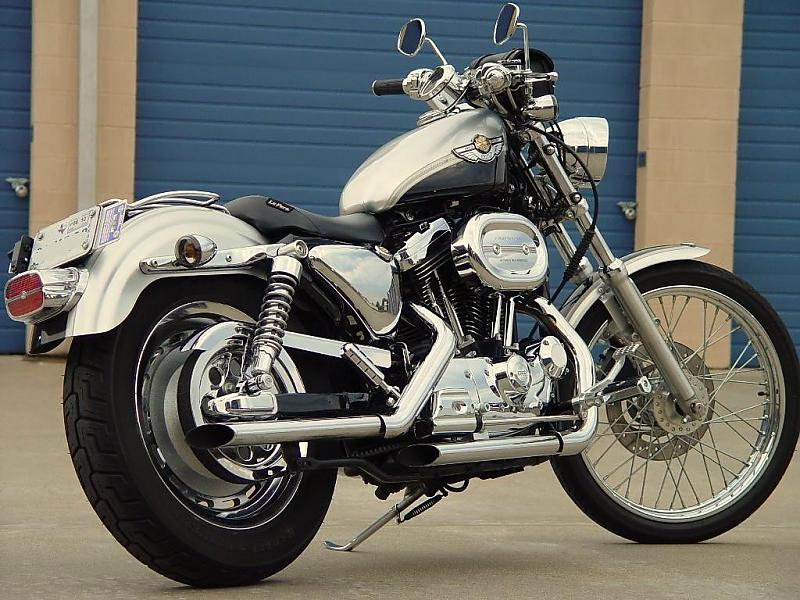
2003 Harley-Davidson XL1200 Custom Anniversary Edition

Sportstern introducerades 1957. Modellen ritades från början som en tävlingsmotorcykel och användes också mycket i Dirttrack- och flattracktävlingar under 1960- och 1970-talet. Sportstern är mindre och lättare än andra modeller från Harley-Davidson. Moderna Sportstern använder evolutionmotorer på antingen 883 cc eller 1200 cc. Sportstern modifieras ofta av sina ägare, men modellen har i original behållit mycket av sitt racing DNA. 
Sportstern fram till och med 2003 har motorn skruvad direkt i ramen, medan modeller från 2004 och framåt har motorn monterad i en gummiupphängd konstruktion. Gummiupphängningen medförde en minskad lutningsvinkel, men i gengäld slipper föraren och passageraren en del av vibrationerna från motorn. 

## Motorer i urval

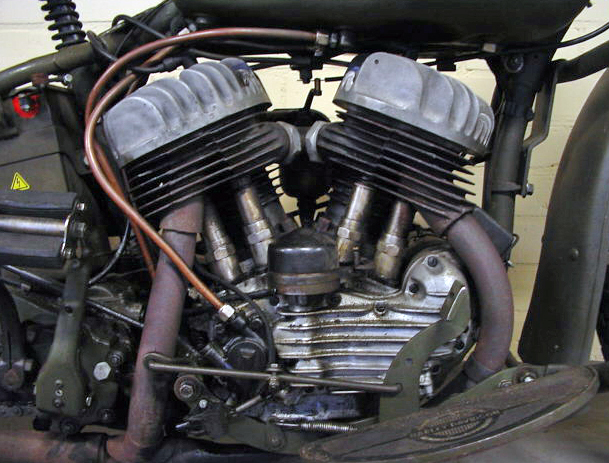
Flathead.
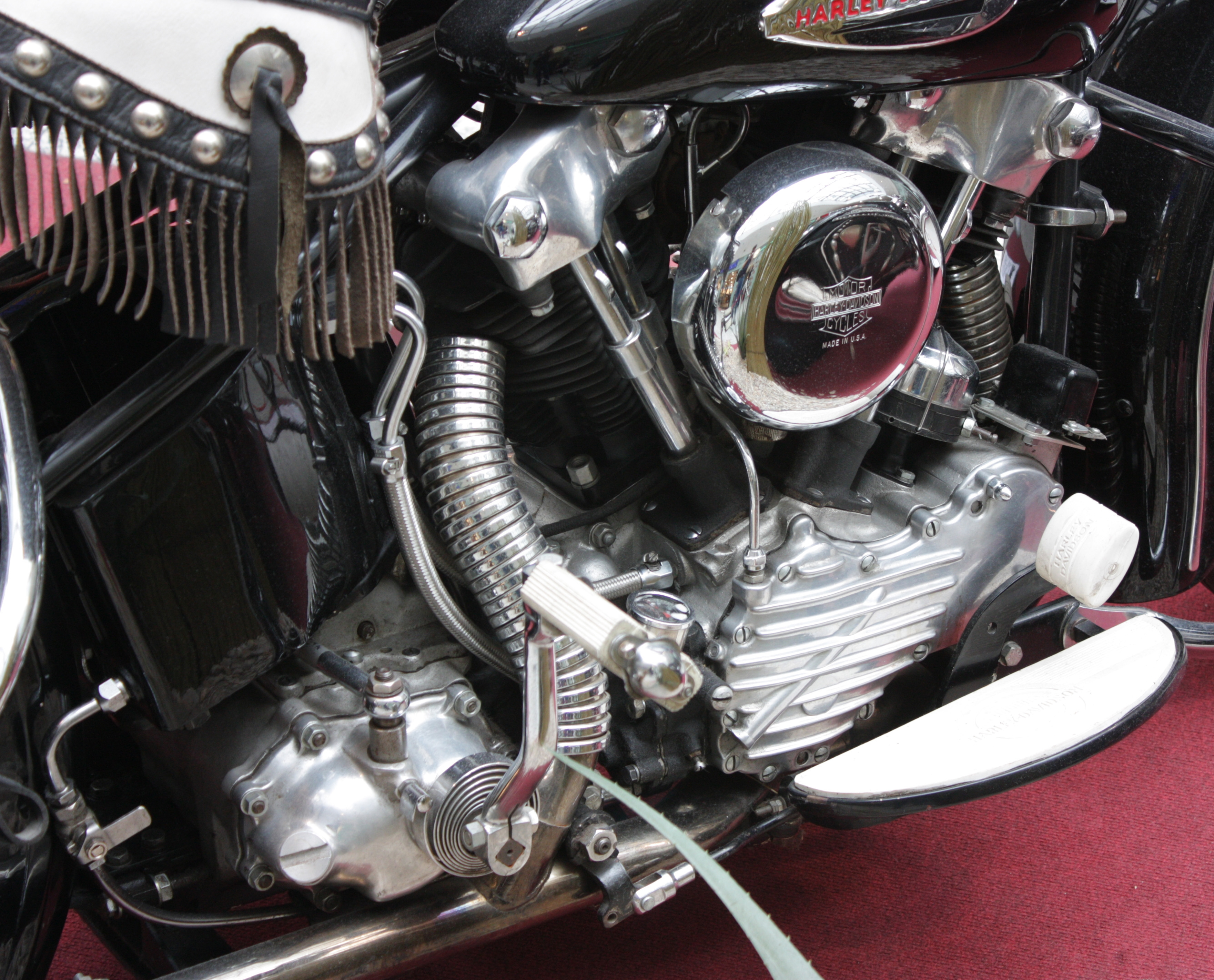
Knucklehead.
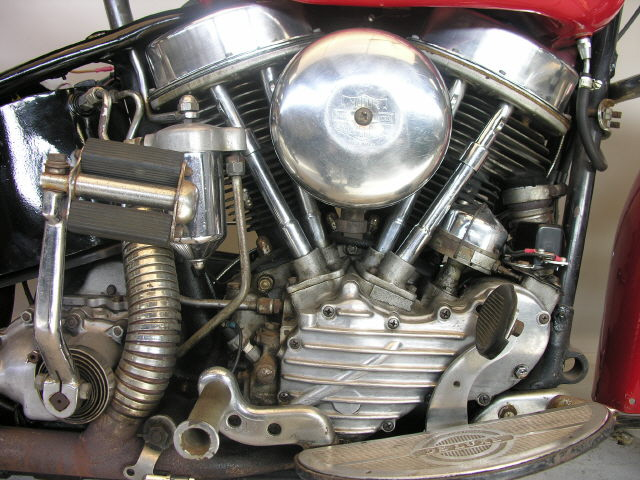
Panhead.
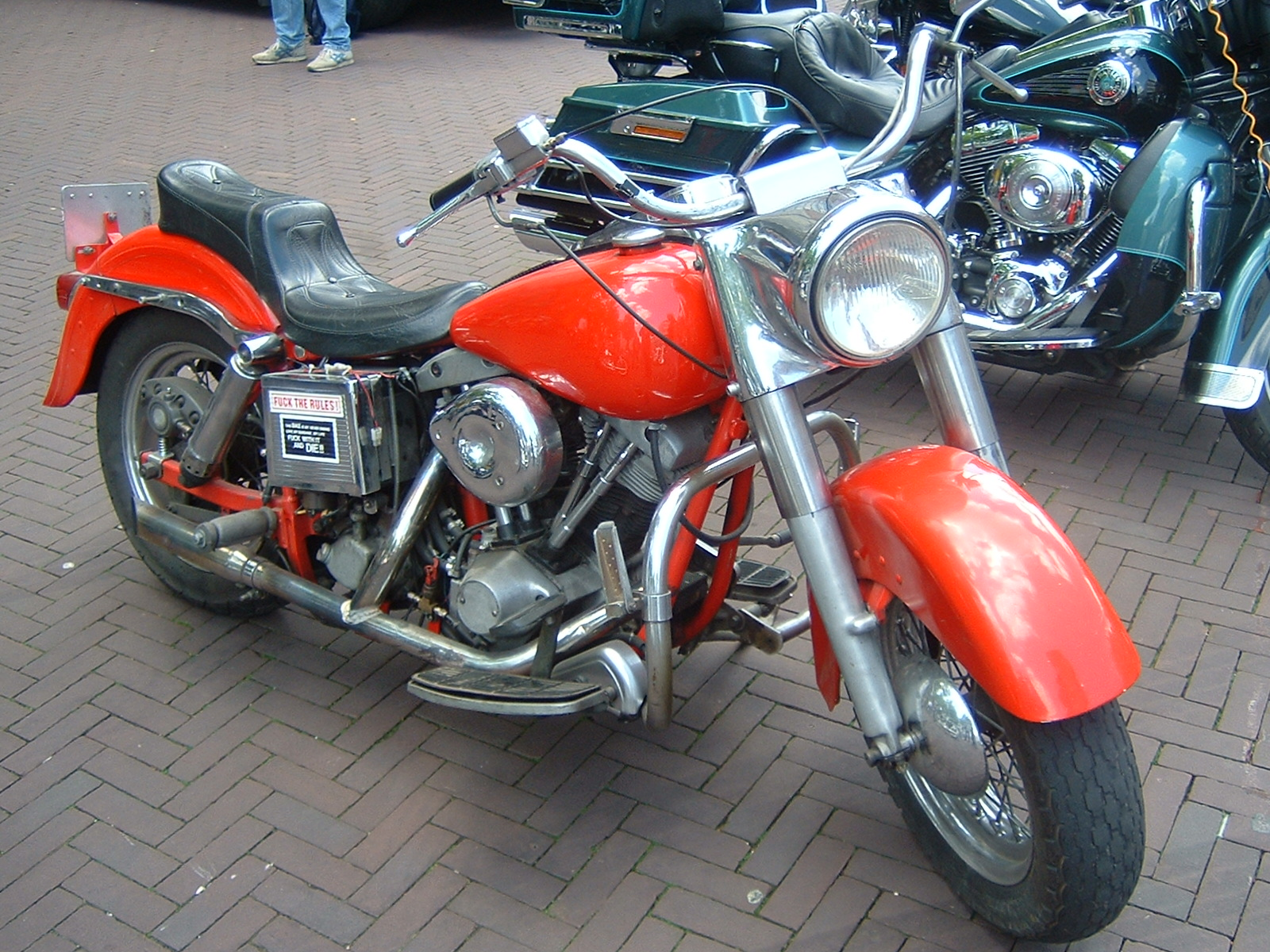
Shovelhead.
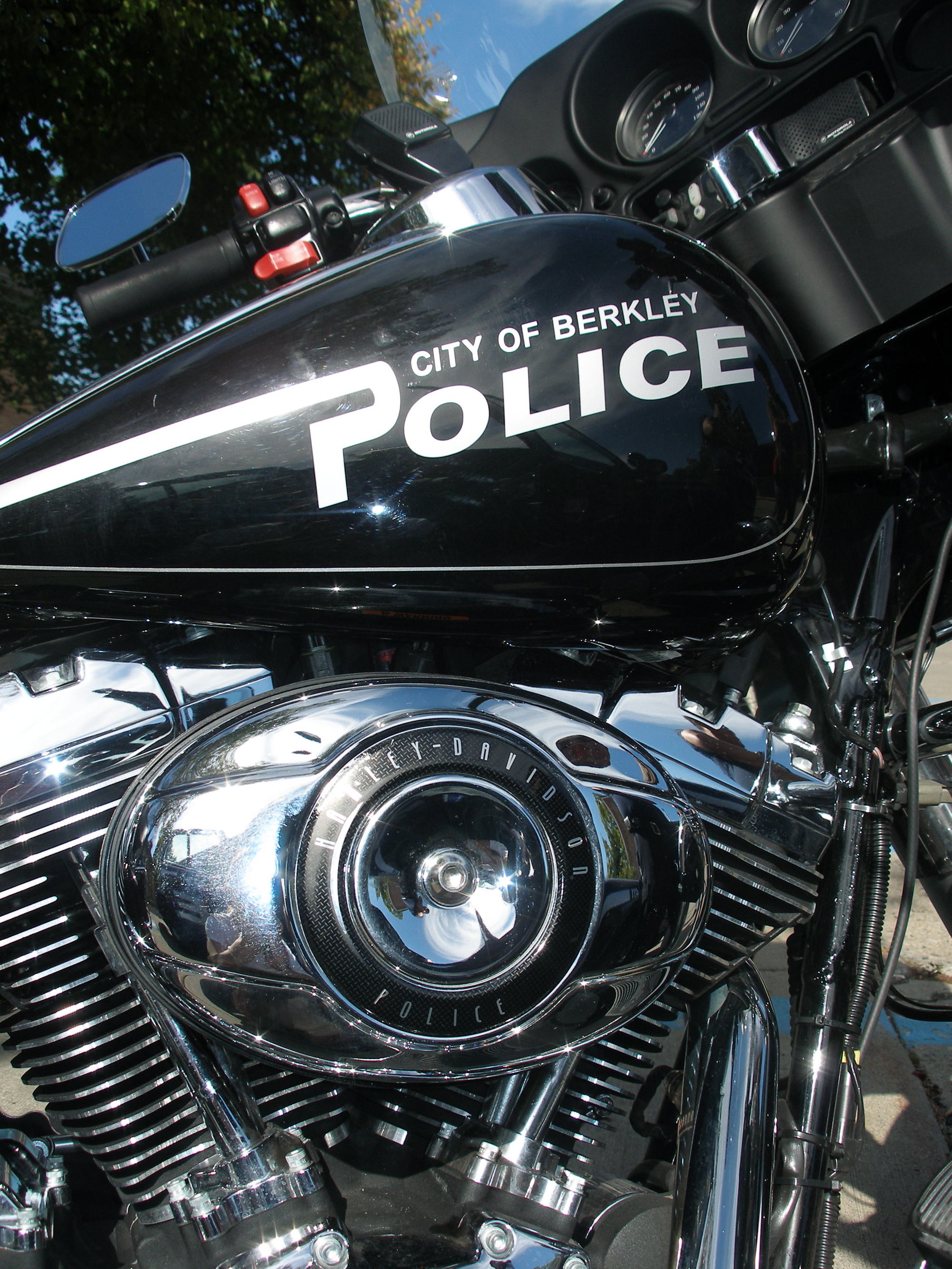
Twin Cam.